# Saltopus
Saltopus – rodzaj niewielkiego dwunożnego archozaura należącego do kladu Dinosauriformes, mierzącego około 60 cm długości, odkrytego i opisanego przez Friedricha von Huenego w 1910 roku. Żył w późnym triasie na terenie dzisiejszej Szkocji. Miał wydrążone i puste w środku kości, podobnie jak ptaki. Na podstawie porównań z innymi członkami Dinosauriformes wnioskuje się, że Saltopus miał pięciopalczaste dłonie oraz długą czaszkę z wieloma ostrymi zębami. Materiał kopalny jest jednak bardzo ubogi – obejmuje głównie kości kończyn.
Saltopus bywał klasyfikowany jako dinozaur gadziomiedniczny, bardziej zaawansowany teropod, a także bliski krewny herrerazaurów, jednak ze względu na fragmentaryczność skamieniałości jego taksonomia jest sporna. Niektórzy badacze, jak np. Gregory Paul, sugerują, że Saltopus może być młodocianym osobnikiem dinozaurów z rodziny celofyzów, takich jak Coelophysis lub Procompsognathus. Rauhut i Hungerbühler sugerują, że Saltopus należy do szerszego niż Dinosauria kladu Dinosauriformes i jest blisko spokrewniony z lagozuchem.